# Scout Niblett
Scout Niblett, née Emma Louise Niblett le 29 septembre 1973, est une auteur-compositrice-interprète anglaise originaire de Nottingham. Sa musique intimiste et minimale se limite généralement à un chant simplement accompagné de guitare ou de batterie, qu'elle joue elle-même la plupart du temps.

## Biographie
Née dans le centre de l'Angleterre en 1973, Scout Niblett s'est installée aux États-Unis. Son nom de scène, « Scout », est inspiré d'un personnage du roman Ne tirez pas sur l'oiseau moqueur de Harper Lee. Elle cite volontiers des groupes de rock alternatif comme Nirvana, Sonic Youth ou Mudhoney parmi ses principales influences. Elle a souvent été comparée à PJ Harvey ou Cat Power.
Elle produit son premier album, Sweet Heart Fever, au sein du label Secretly Canadian. Puis les deux suivants chez Too Pure, dont en 2007 This Fool Can Die Now où elle abandonne le blues indé, avec guitare minimale et batterie post-punk, pour des ballades et des séquences blues-rock plus accessibles. Une musique qui reste pour autant dépouillée : « J'aime que le son de ce disque soit doux et le plus beau possible, cela met les paroles en valeur » commente Scout Niblett. Quatre titres de cet album sont interprétés avec Will Oldham, dont Kiss, un morceau  sur lequel Will joue de la guitare et dialogue avec Scout.
L'album suivant, The Calcination of Scout Niblett, en 2010, est désormais signé chez Drag City, autre label important, et exigeant, de la musique indépendante américaine, et semble marquer un retour à l'inspiration de ses premiers albums, un rock écorché. La purification par le feu est une étape rituelle d'auto-évaluation et d'introspection : il faut brûler ce qui ne fonctionne pas avant de gagner en force et en sagesse, un thème qui rejoint la passion de Scout Niblett pour l'alchimie et l'astrologie.
En 2013, un nouvel album est enregistré chez Drag City, It's Up to Emma. « Je crois que je vais aller m'acheter un flingue » dit-elle dans le morceau inaugural. Les autres morceaux témoignent de sentiments contradictoires post-ruptures, rappelant ... les différents stades Kübler-Ross de la mort annoncée : « Je me suis menti trop longtemps », « J'espère que tu vas bien », « Mon Homme, « Je veux me rendre, je veux que les larmes viennent ». Son meilleur disque depuis ses débuts, selon 
Jessica Hopper de Pitchfork. Scout Niblett est désormais seule aux commandes de sa musique, sans le concours du producteur Steve Albini qui l'avait accompagnée dans les quatre albums précédents.
Scout Niblett réside à Portland, Oregon, depuis les années 2000.

## Discographie
Albums
Singles et EP

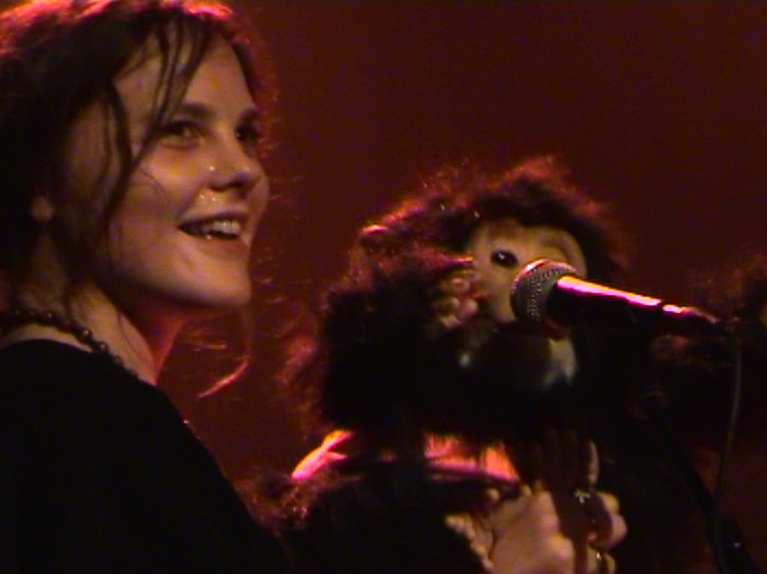

- "Miss My Lion/Lioness" Split 7" avec Songs: Ohia (2001)
- "Shining Burning" / "Whoever You Are Now" (2002)
- I Conjure Series EP (2003)
- "Drummer Boy" / "Blossom" (2003)
- "I'll Be a Prince" / "Your Beat Kicks Back Like Death" (2003)
- Uptown Top Ranking EP (2004)
- "Kidnapped by Neptune" / "I Am a Prince" (2005)
- Just Do It/Dinosaur Egg EP (2007)
- Kiss (avec Bonnie "Prince" Billy ; 2007)

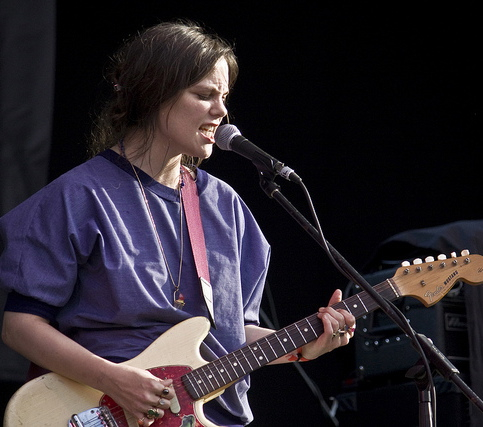
Scoutt Niblett en 2010 à Barcelone.